# Агеев, Игорь Геннадьевич
Игорь Геннадьевич Агеев (род. 25 октября 1968) — советский и российский хоккеист, защитник, нападающий, мастер спорта России. Тренер.

## Биография
Хоккеем начал заниматься в шестом классе, тренер В. И. Ядренцев. По окончении школы поступил в политехнический институт, из которого перевёлся в педагогический институт. С 17 лет стал тренироваться в «Дизелисте», дебютировал за команду в сезоне 985/6 первой лиги. С 1987 года в рамках прохождения армейской службы играл за СКА Свердловск. В конце сезона 1988/89 вернулся в «Дизелист». В дальнейшем выступал за «Итиль» Казань (1992/93 — 1993/94), «Нефтехимик» Нижнекамск (1994/95 — 1995/96), «Дизелист» (1995/96 — 1999/2000, 2001/02), «Дизель-2» (1996/97 — 1997/98, 1999/2000, 2001/02), «Металлург» Серов (2000/01), «Русич-Эксима» (2001/02 — 2002/03), «Тамбов» и «Владимир» (2003/04).
Тренер ХК «Владимир» (2003/04 — 2004/05), главный тренер клуба «Союз» (Заречный, 2014/15), главный тренер команды юношей 2007 года рождения «Атом» Заречный (2015—2018). Тренер в СКК «Союз» (Заречный).